# Monte Mondolè
Il Monte Mondolé è una montagna delle Alpi Liguri, alta 2382 m.

## Caratteristiche

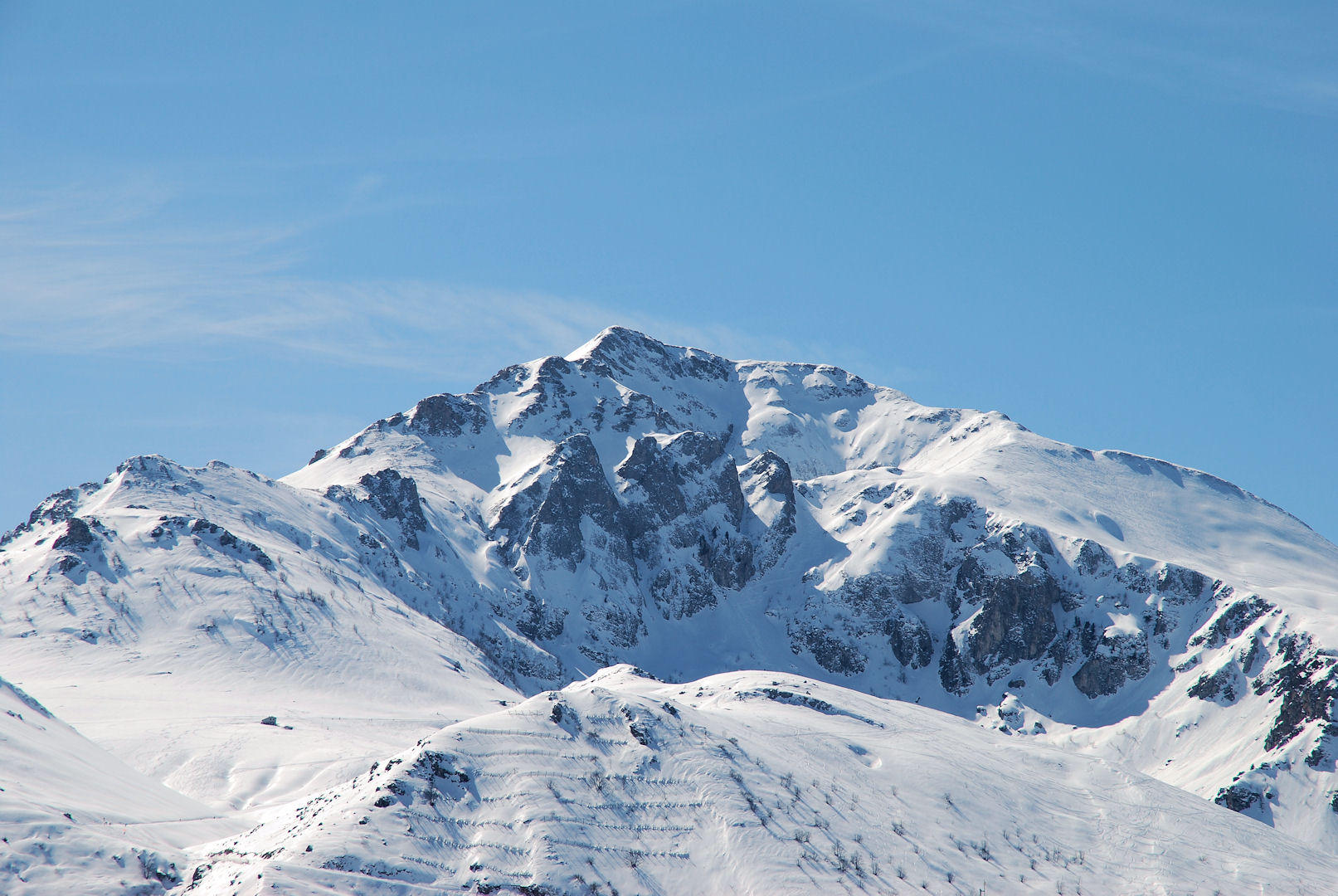
Il Mondolè a marzo

Si trova nelle valli monregalesi, tra le valli Maudagna, Ellero e Corsaglia. La vetta si trova al punto di unione dei territori comunali di Frabosa Sottana, Magliano Alpi e Roccaforte Mondovì. Verso nord-ovest il crinale Ellero/Maudagna prosegue con la Cima Durand.
È una montagna di forma tondeggiante, che digrada dolcemente dalla vetta in quasi tutte le direzioni, tranne che verso nord, dove presenta pareti scoscese. Il corpo della montagna è costituito da calcari del Cretaceo, che presentano notevole carsificazione. Sulle pareti settentrionali affiorano quarziti e scisti quarzitici del Triassico.

## Accesso alla vetta

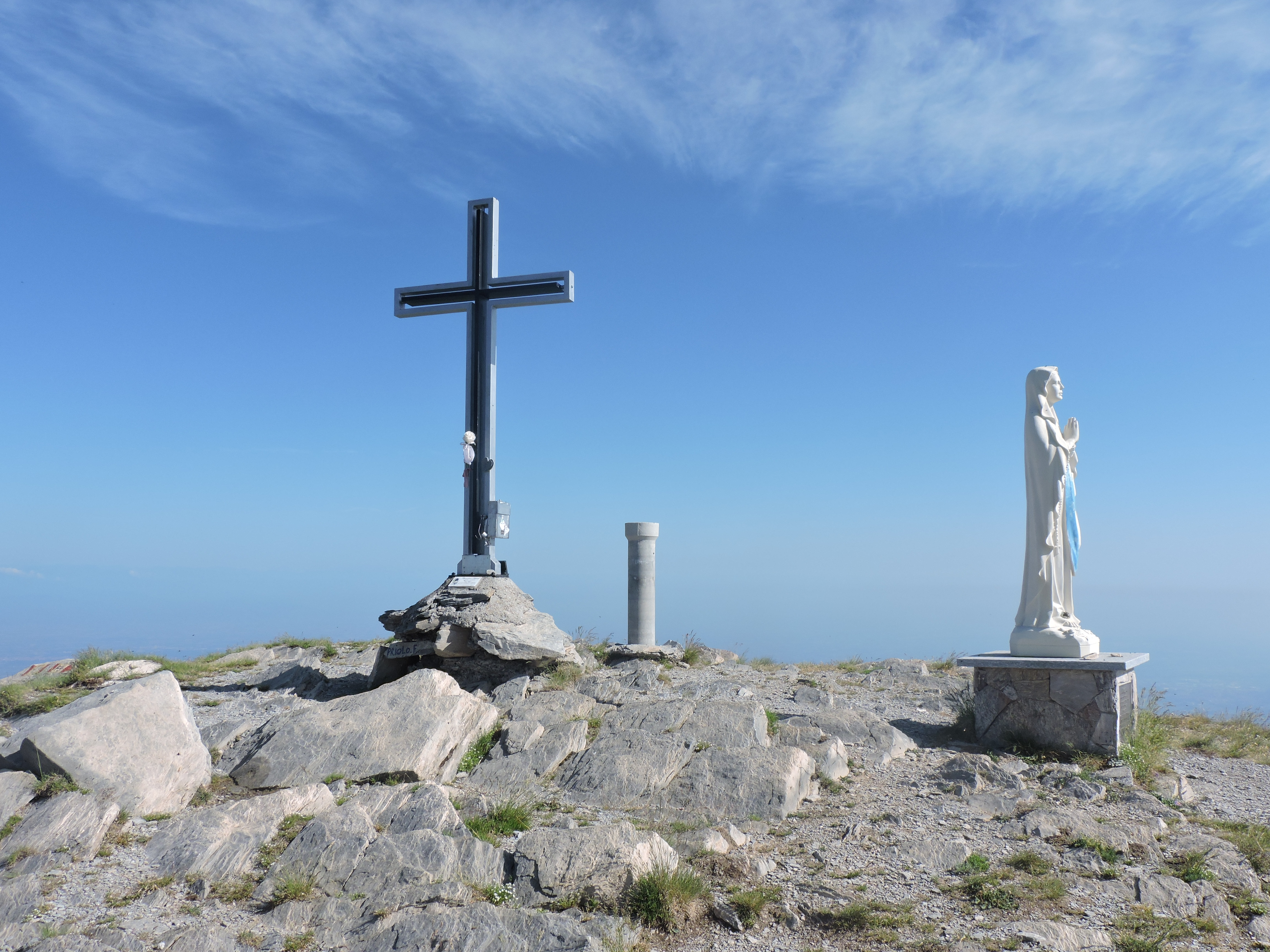
La cima della montagna

La via normale è un percorso di tipo escursionistico, con difficoltà valutata in E. Si parte dalla stazione sciistica di Prato Nevoso, e seguendo prima una strada sterrata, poi un sentiero si risale fino alla cresta spartiacque tra val Maudagna e val Corsaglia. Si segue il sentiero che taglia a mezza costa, fino a giungere ad un colletto sulla cresta sud. Da qui si risale in vetta per tracce di sentiero.

### Accesso invernale
La vetta è raggiungibile anche d'inverno, con le ciaspole o con gli sci. Gli itinerari si discostano in questi casi dalla via normale.

### Punti di appoggio
Per le ascensioni alla vetta ci si può appoggiare al rifugio la Balma, a 1883 m di quota, collegato con una strada sterrata a Prato Nevoso.

## Sci ripido
I canaloni della montagna offrono numerose opportunità ai praticanti dello sci ripido.

## Sci alpino

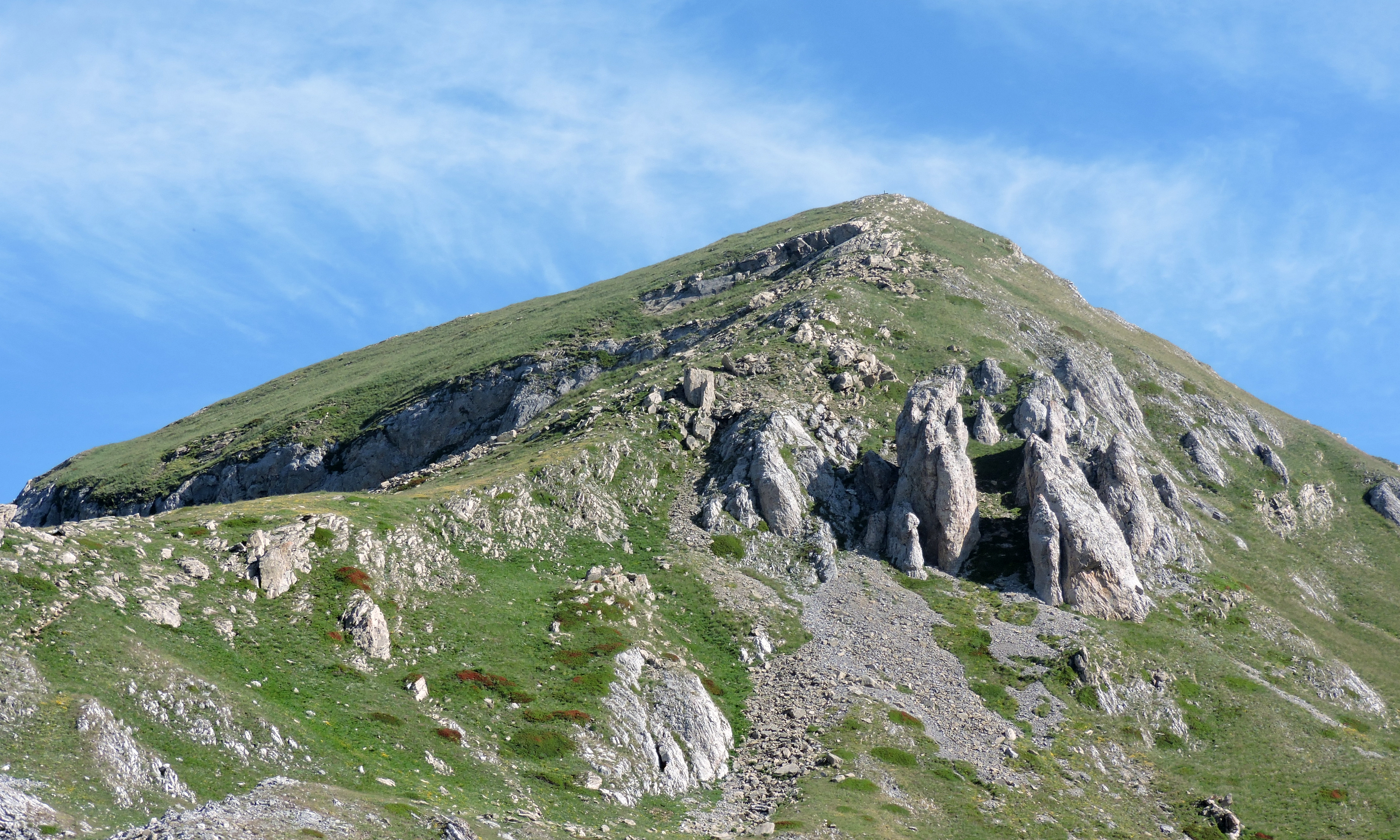
Il Mondolè d'estate

Il monte Mondolè domina le piste di sci di Artesina e Prato Nevoso, facenti parte del comprensorio Mondolè Ski, che prende il nome proprio dalla montagna.